# Bob Ctvrtlik
Robert Jan Ctvrtlik (pronúncia aproximada "stuh-vert-lik"; Long Beach, 8 de julho de 1963) é um ex-jogador de voleibol dos Estados Unidos. Campeão olímpico em Seul 1988, participou de outras duas edições dos Jogos, ficando com a medalha de bronze em Barcelona 1992 e com o nono lugar em Atlanta 1996.. Ele se formou em 1985 na Pepperdine University.

## Biografia
Bob Ctvrtlik é descendente de Tchecos, filho de Margaret e Josef Ctvrtlik. Ele tem dois irmãos mais velhos, Jeffrey e David. O pai deles, natural da região da Morávia da Tchecoslováquia.
Ele e sua esposa, Cosette, têm três filhos (Josef, Erik e Matthew) e residem em Balboa Island em Newport Beach, Califórnia. 
Após encerrar a carreira, ocupou diversos cargos no Comitê Olímpico dos Estados Unidos, na Organização Desportiva Pan-americana e no Comitê Olímpico Internacional, órgão de cuja Comissão de Marketing participa atualmente. Também fez parte da comitiva da candidatura de Chicago para os Jogos Olímpicos de Verão de 2016.

## Carreira
Ctvrtlik  estudou na Long Beach Wilson High School. Ele passou um tempo no Long Beach City College e no Long Beach State antes de se transferir para a Pepperdine no ano letivo de 1983-84. Depois de ficar de fora em sua primeira temporada liderou o time de 1985, ajudando os Waves a um recorde de 25-2, um recorde invicto no SCIVA e uma vaga no Campeonato NCAA. Pepperdine venceria Ball State nas semifinais e USC na final no Pavilhão Pauley para o segundo campeonato da NCAA da escola, e Ctvrtlik seria nomeado MVP do Torneio da NCAA.Além de seu prêmio de Jogador Nacional do Ano, ele recebeu o prêmio All-American pela segunda vez (foi um recebedor de menção honrosa no Long Beach State) e foi o primeiro campeão do All-SCIVA.
Ctvrtlik teve uma carreira estelar com a seleção dos EUA que durou mais de uma década, com destaque para as Olimpíadas de 1988 em Seul, onde ajudou os EUA a vencerem a disputa pela medalha de ouro contra a União Soviética. Ele ganhou a medalha de bronze nas Olimpíadas de 1992 em Barcelona.
Depois do Barcelona, Ctvrtlik foi para a Europa para jogar na liga profissional italiana, mas voltou a ser o capitão da Seleção Masculina dos EUA enquanto se preparava para as Olimpíadas de 1996 em Atlanta. Ctvrtlik foi premiado com o "Melhor Jogador do Mundo" em 1995; no entanto, sua equipe dos EUA terminou fora da disputa por medalhas nas Olimpíadas de Atlanta.
Ao longo de seus anos olímpicos, Ctvrtlik também manteve uma carreira de grande sucesso na praia, sendo uma das principais estrelas do circuito profissional. Ele também ganhou a cobiçada classificação de praia "AAA" em várias ocasiões enquanto jogava no circuito de duplas. Ele se aposentou do vôlei após os Jogos Olímpicos de 1996.

## Clubes
- 1989-1992	 Gonzaga Milan
- 1992-1993	 Brescia
- 1993-1994	 HAOK Mladost
- 1996-1997	Forlì Forlì

## Conquistas

### Clube
- Estados Unidos Divisão I da NCAA: 1

1985
- Campeonato Mundial de Clubes: 1

1992
- Itália Campeonato Italiano A2: 1

1996-97

### Seleção Americana
- Medalha de prata  Goodwill Games 1986
- Medalha de ouro Jogos Pan-americanos de 1987
- Medalha de ouro Savvin Cup 1987
- Medalha de prata Jogos Pan-americanos de 1995

### Prêmios individuais
- 1985 - NCAA Divisão I: MVP
- 1986 - Campeonato Mundial: Melhor defensor
- 1987 - Savvin Cup: Melhor defensor
- 1987 - Savvin Cup: Time ideal
- 1988 - Jogos Olímpicos: Melhor defensor
- 1988 - Quatro Melhores do Mundo: Melhor recepção
- 1989 - Copa do Mundo: Melhor defensor
- 1992 - Jogos da XXV Olimpíada: Melhor receptor
- 1994 - Campeonato Mundial: Melhor defensor
- 2007 - Indução ao Hall da Fama do Voleibol como jogador